# Bajorország járásai
Ez a szócikk Bajorország járásait sorolja fel ábécé sorrendben. Jelenleg a tartományban 71 járás és 25 járási jogú város található.

## A lista
- Aichach-Friedberg járás
- Altötting járás
- Amberg-Sulzbach járás
- Ansbach járás
- Aschaffenburg járás
- Augsburg járás
- Bad Kissingen járás
- Bad Tölz-Wolfratshausen járás
- Bamberg járás
- Bayreuth járás
- Berchtesgadener Land járás
- Cham járás
- Coburg járás
- Dachau járás
- Deggendorf járás
- Dillingen an der Donau járás
- Dingolfing-Landau járás
- Donau-Ries járás
- Ebersberg járás
- Eichstätt járás
- Erding járás
- Erlangen-Höchstadt járás
- Forchheimi járás
- Freising járás
- Freyung-Grafenau járás
- Fürstenfeldbruck járás
- Fürth járás
- Garmisch-Partenkirchen járás
- Günzburg járás
- Haßberge járás
- Hof járás
- Kelheim járás
- Kitzingen járás
- Kronach járás
- Kulmbach járás
- Landsberg am Lech járás
- Landshut járás
- Lichtenfelsi járás
- Lindau (Bodensee) járás
- Main-Spessart járás
- Mellrichstadt járás
- Miesbach járás
- Miltenberg járás
- Mühldorf am Inn járás
- München járás
- Neu-Ulm járás
- Neuburg-Schrobenhausen járás
- Neumarkt in der Oberpfalz járás

Bajorország járásai

- Neustadt an der Aisch-Bad Windsheim járás
- Neustadt an der Waldnaab járás
- Nürnberger Land járás
- Oberallgäu járás
- Ostallgäu járás
- Passau járás
- Pfaffenhofen an der Ilm járás
- Regen járás
- Regensburg járás
- Rhön-Grabfeld járás
- Rosenheim járás
- Roth járás
- Rottal-Inn járás
- Schwandorf járás
- Schweinfurt járás
- Starnberg járás
- Straubing-Bogen járás
- Tirschenreuth járás
- Traunstein járás
- Unterallgäu járás
- Weilheim-Schongau járás
- Weißenburg-Gunzenhausen járás
- Wunsiedel im Fichtelgebirge járás
- Würzburg járás